# ノースキーリング島
ノースキーリング島（ノースキーリングとう、North Keeling Island）は、インド洋にある、オーストラリア領ココス諸島の最北部にあるサンゴ礁の無人島。

## 地理と自然
概略位置は南緯11度50分 東経96度49分 / 南緯11.833度 東経96.817度。周囲約5kmの環礁で、アカアシカツオドリ、コグンカンドリの繁殖地であり、大規模な繁殖コロニーがいる。また、ナンヨウクイナの亜種のGallirallus philippensis andrewsi生息地でもある。島とその周辺は全て1995年に国立公園となり、1996年にラムサール条約登録地となった。
島の形は、かつてはC字形をしており、東側に狭い開口部を有し海水が流入していたが、2005年ごろに自然の堆積物により開口部が閉鎖した。このため礁湖の環境が変化し生態系にも影響が生じており、自然に生じた生態系の急激な変化が生物の生息地や生物多様性にどのような影響を及ぼすか、についての興味深い一例として注目されている。
このように外海と完全に隔てられている礁湖をもつ環礁としては、クリッパートン島が知られている。

## 歴史
第一次世界大戦ではインド洋での通商破壊戦活躍したドイツの巡洋艦エムデンが、オーストラリアの巡洋艦シドニーと交戦後この島に座礁した。